# Futbola Klubs Vindava
L'FK Vindava (per esteso Futbola Klubs Vindava) è stata una società calcistica con sede a Ventspils, in Lettonia.

## Storia
Fu fondata il 30 marzo del 2007, partecipando subito alla 1. Līga, seconda serie del campionato lettone; vinse subito il torneo, conquistando la possibilità di partecipare alla Virslīga. Nel 2008, al primo anno in massima serie, finì terz'ultima ottenendo la salvezza. Ma il 12 gennaio 2009 il club fallì, lasciando il posto in massima serie al Tranzit.

## Palmarès

### Competizioni nazionali
- 1. Līga: 1

2007